# Архолцен
Архолцен (њем. Arholzen) општина је у њемачкој савезној држави Доња Саксонија. Једно је од 32 општинска средишта округа Холцминден. Према процјени из 2010. у општини је живјело 416 становника. Посједује регионалну шифру (AGS) 3255001.

## Географски и демографски подаци
Архолцен се налази у савезној држави Доња Саксонија у округу Холцминден. Општина се налази на надморској висини од 229 метара. Површина општине износи 5,3 km². У самом мјесту је, према процјени из 2010. године, живјело 416 становника. Просјечна густина становништва износи 78 становника/km².

## Међународна сарадња
| Мјесто | Држава    | Врста сарадње | Од    |
| ------ | --------- | ------------- | ----- |
|        | Француска | партнерство   | 1988. |
| Извор  |           |               |       |